# Sękowa

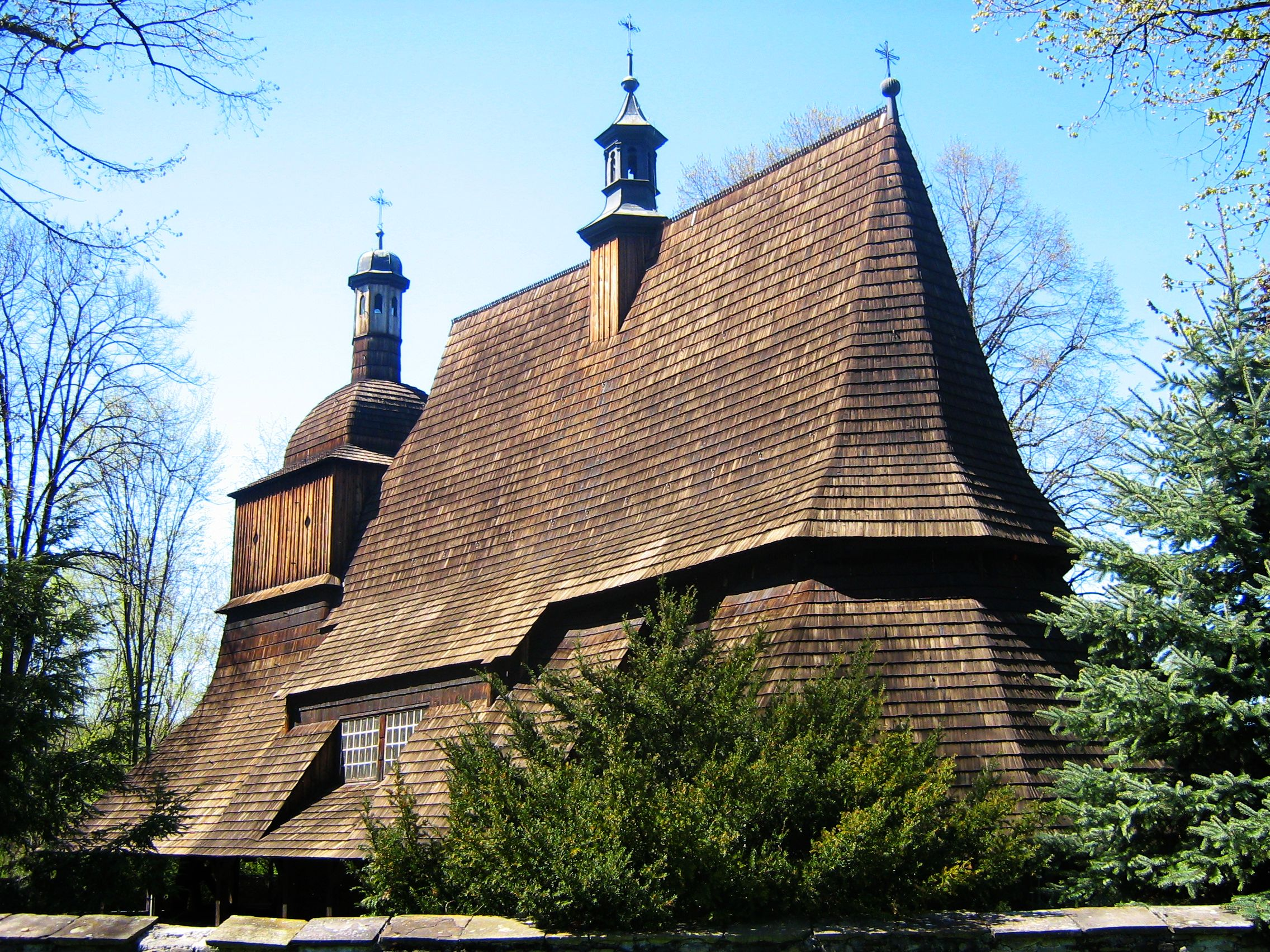
St. Philippus und Jakobus Holzkirche, UNESCO-Welterbe

Sękowa ist eine Ortschaft mit einem Schulzenamt der Gemeinde Sękowa im Powiat Gorlicki der Woiwodschaft Kleinpolen in Polen.

## Geographie
Der Ort liegt im Norden der Niederen Beskiden am Fluss Sękówka, einem rechten Zufluss der Ropa, südöstlich der Stadt Gorlice.

## Geschichte
Der Ort wurde im Jahr 1363 laut einem Gründungsprivileg Kasimirs des Großen nach Deutschem Recht auf 40 fränkischen Hufen gegründet (in densa silva (...) villam iure theutonico (...) locandi). Der Gründer und der erste Schulz war ein Deutscher Niclon Bulmary. Der Ort wurde nach dem gerodeten Wald benannt. Das ethnisch polnische Dorf lag an der Grenze zum ruthenischen Lemkenland, flussaufwärts der Sękówka lag das lemkische Ropica Górna im Süden.
Der Ort gehörte zunächst zum Königreich Polen (ab 1569 Adelsrepublik Polen-Litauen), Woiwodschaft Krakau, Kreis Biecz. Bei der Ersten Teilung Polens kam Sękowa 1772 zum neuen Königreich Galizien und Lodomerien des habsburgischen Kaiserreichs (ab 1804). Ab dem Jahr 1855 gehörte Lipnik zum Bezirk Gorlice. Im Jahr 1900 hatte die Gemeinde 201 Häuser mit 1243 Einwohnern, davon waren alle polnischsprachig, außer 1212 Römisch-Katholiken gab es 31 Juden.
Sękowa war einer der ersten Orte in der Umgebung, wo Erdöl gefördert wurde, 1878 gab es daran 250 Arbeiter in Sękowa. Die örtliche gotische Holzkirche aus dem frühen 16. Jahrhundert wurde damals zum Gegenstand der Gemälde von Stanisław Wyspiański, Józef Mehoffer und Włodzimierz Tetmajer. 1885 wurde die neue gemauerte Kirche erbaut.
1918, nach dem Ende des Ersten Weltkriegs und dem Zusammenbruch der k.u.k. Monarchie, kam Sękowa zu Polen. Unterbrochen wurde dies nur durch die Besetzung Polens durch die Wehrmacht im Zweiten Weltkrieg.
Von 1975 bis 1998 gehörte Sękowa zur Woiwodschaft Krosno.

## Sehenswürdigkeiten
- St. Philippus und Jakobus Holzkirche, UNESCO-Welterbe
- Kleines Freilichtmuseum der Ölförderung
- Österreichische Soldatenfriedhöfe aus dem Ersten Weltkrieg (Nummer 79 und 80)